# Monta Bell
Monta Bell (Louis Monta Bell: Washington D. C., 5 de febrero de 1891 - Woodland Hills, 4 de febrero de 1958) fue un productor, guionista, montador cinematográfico y director de cine estadounidense, especializado en comedias ligeras cuyo estilo recuerda al del primer Cecil B. DeMille o al de Ernst Lubitsch. Bell es famoso especialmente por haber dirigido el drama El torrente, la primera película que rodó Greta Garbo en Hollywood tras su etapa en Suecia. Trabajó tanto en el cine mudo como en el sonoro. Entre 1924 y 1945 dirigió veinte películas, produjo otras veinte y escribió nueve guiones. No todas las películas que rodó se han conservado. Tuvo un breve matrimonio con la actriz Betty Lawford, prima del actor Peter Lawford.

## Director de cine
Tras haber trabajado como periodista en Washington, Bell participó como actor en The Pilgrim (1923) de Charles Chaplin, en la que fue su única aparición como actor en la gran pantalla. Chaplin le empleó como montador y en 1924 Bell se convirtió en director de comedias de tono picante. En 1926 dirigió El torrente, película basada en la novela Entre naranjos de Vicente Blasco Ibáñez y protagonizada por Greta Garbo y Ricardo Cortez. Se trató de la primera película rodada por Garbo en América. La película fue un éxito tanto de crítica como de público.
El cine de Bell se caracteriza por presentar personajes femeninos de gran carácter, audaces y decididos, frente a la pasividad general de los personajes masculinos, caracterizados como antihéroes. La película en la que mejor se refleja esta subversión de los roles tradicionales es After midnight, película de 1927 protagonizada por Norma Shearer.

## Productor
Bell abandonó la dirección de películas en la Metro-Goldwyn-Mayer para dedicarse a la producción en los Estudios Kaufman Astoria en Nueva York, propiedad de Paramount Pictures. Posteriormente, volvería a dirigir películas sonoras.